# Стоян Трендафилов
Стоян Константинов Трендафилов е български офицер, генерал-лейтенант.

## Биография
Роден е 2 ноември 1899 година в град Пещера. През 1918 г. завършва Пазарджишката гимназия. От 1918 до 1922 година учи във Военното училище специалност „Артилерия“. От 1922 г. до 1927 г. последователно служи в осми артилерийски полк в Стара Загора, трети артилерийски полк в Пловдив, четвърти артилерийски полк в София и артилерийската школа в София. В периода 1927 – 1930 г. учи във Военната академия в София. След това е назначен в Оперативния отдел на щаба на войската. До 1935 г. последователно преподава във Военната академия и Школата за запасни офицери. През 1935 става член на Военната лига и е уволнен от армията за антимонархическа дейност. През 1936 г. е арестуван заради подготвяния преврат от Дамян Велчев. Интерниран е последователно в Момчилград, Ардино и Девин. От 1944 членува в БКП и Военният съюз. От 14 септември 1944 година е назначен за командир на Бронираната бригада. Той взима участие в осъществяването на Деветосептемврийския преврат през 1944. По-късно е заместник-командир на Първа българска армия с командир ген. Владимир Стойчев. От януари до август 1945 е начело на четвърти корпус. Между 1945 и 1947 е началник на бронетанковите войски на българската армия. На 22 октомври 1947 г. е уволнен от армията поради навършване на 25 години служба. Между 1948 и 1953 г. е репресиран от комунистическата власт и затварян в лагери. Арестуван е 29 април 1951 г. по подозрение за участие в преврат за сваляне на правителството на ОФ и присъединяване на България към лагера на капиталистическите страни. В периода 1954 – 1957 е заместник-началник на Военноисторическия отдел към Генералния щаб на българската армия по изучаване на историческите въпроси. Уволнява се от армията през 1957 г. поради пределна възраст. Награждаван е с орден „За храброст“, III степен, орден „За военна заслуга“, II степен, съветския орден „Кутузов“, II степен и югославския орден „Партизанска звезда“, I степен.

## Образование
- Военно на Негово Княжеско Височество училище (1918 – 1922)
- Военна академия „Георги Раковски“ (1927 – 1930)

## Военни звания
- Подпоручик (1 април 1922)
- Поручик (6 май 1925)
- Капитан (30 октомври 1930)
- Генерал-майор (11 септември 1944)
- Генерал-лейтенант (5 май 1945)